# توا یامانه
توا یامانه (انگلیسی: Towa Yamane؛ زادهٔ ۵ فوریهٔ ۱۹۹۹) بازیکن فوتبال اهل ژاپن است.
از باشگاه‌هایی که در آن بازی کرده‌است می‌توان به باشگاه فوتبال سرزو اوساکا اشاره کرد.